# Prymitywizm (sztuka)

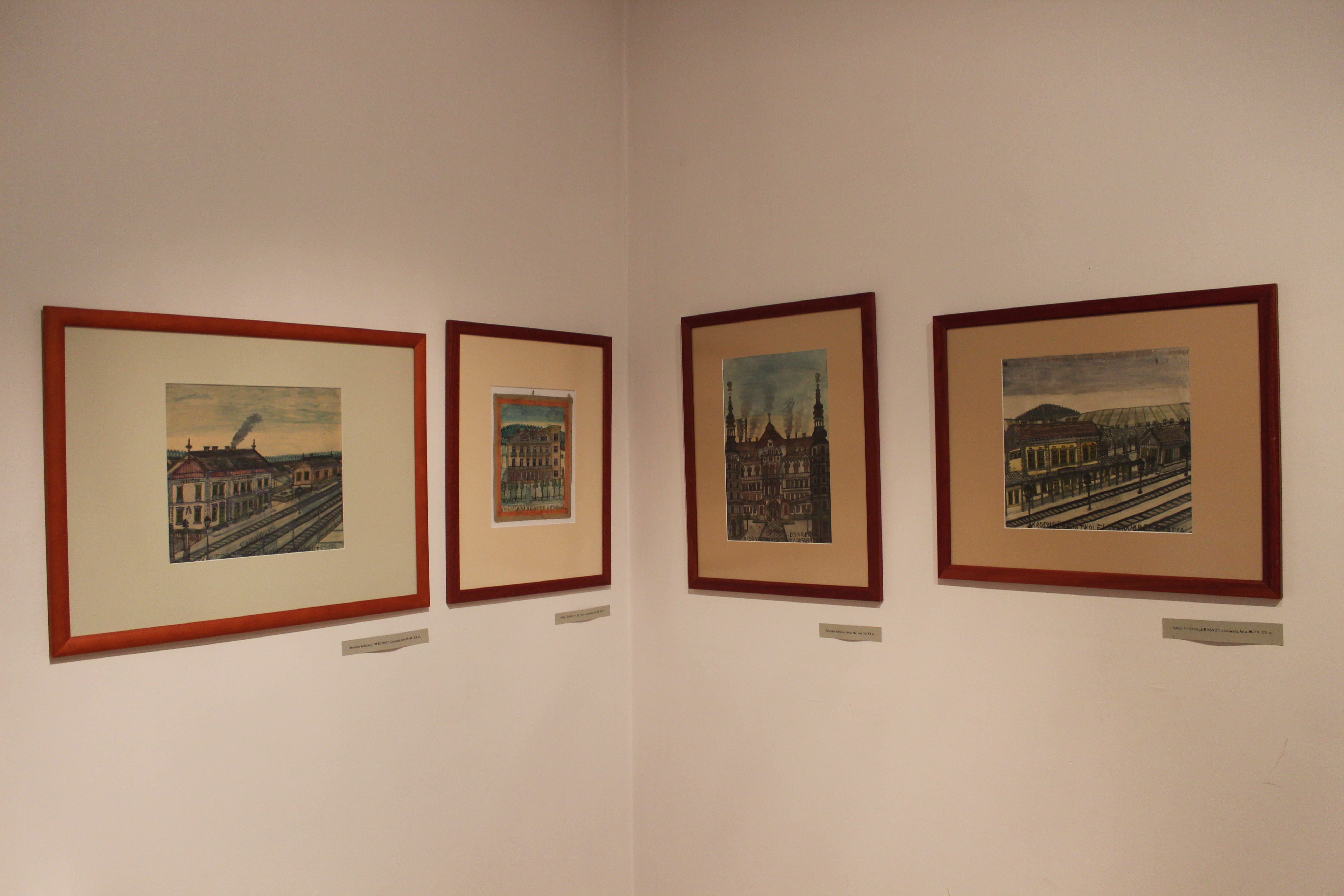
Prymitywizm

Prymitywizm to kierunek w sztuce cywilizacji zachodniej dążący do naśladowania sztuki tzw. "ludów pierwotnych", a także odnoszący się do sztuki ludowej, sztuki naiwnej, oraz do sztuki artystów amatorów. Określenie prymitywizm jest też używany w stosunku do europejskiego malarstwa przedrenesansowego, zwłaszcza szkoły włoskiej i holenderskiej. Prymitywizm polega na upraszczaniu oraz często deformacji i stylizowaniu, skłonności do skrajnego realizmu.

## Przedstawiciele prymitywizmu
- Henri Rousseau (malarstwo)
- Camille Bombois (malarstwo)
- Louis Vivin (malarstwo)
- André Bauchant (malarstwo)
- Morris Hirshfield (malarstwo)
- Grandma Moses (malarstwo)
- Theofilos (malarstwo)
- Ivan Generalić (malarstwo)
- Władysław Rybkowski (malarstwo)
- Nikifor Krynicki (malarstwo)
- Teofil Ociepka (malarstwo)
- Karol Kostur (malarstwo)
- Erwin Sówka (malarstwo)
- Marek Krauss (malarstwo)
- Alina Dawidowicz (malarstwo)
- Aleksander Słomiński (rzeźba, malarstwo)
- Stanisław Zagajewski (rzeźba)
- Edward Sutor (rzeźba)
- Marian Henel (tkactwo)